# چهارراه هفتم محرم
چهارراه هفتم محرم در شهر اصفهان واقع شده و این اثر در تاریخ ۲۱ بهمن ۱۳۸۷ با شمارهٔ ثبت ۲۴۳۸۵ به‌عنوان یکی از آثار ملی ایران به ثبت رسیده‌است.